# Amphalius runatus
Amphalius runatus är en loppart som först beskrevs av Jordan et Rothschild 1923.  Amphalius runatus ingår i släktet Amphalius och familjen fågelloppor.

## Underarter
Arten delas in i följande underarter:
- A. r. runatus
- A. r. necopinus